# Jan Ludwik Strzesz
Jan Ludwik Strzesz, (Strzeż), ur. 1610 w Jodłówce, zm. 29 kwietnia 1678 w Chełmży, archidiakon chełmiński.
Pochodził z drobnej szlachty małopolskiej, kształcił się w Akademii Krakowskiej, a następnie studiował prawo w Padwie, gdzie był asesorem nacji polskiej. Edukację uwieńczył doktoratem obojga praw. W 1658 został prepozytem sanockim. W 1665 r. z nominacji bpa Andrzeja Olszowskiego został kanonikiem chełmińskim, najpierw jako penitencjarz, potem jako kustosz, a od 1677 jako archidiakon chełmiński. W latach 1665–1678 proboszcz i archiprezbiter chełmiński. Od 1669 r. był audytorem generalnym diecezji, reprezentując ordynariusza, a od 1677 wikariuszem in spiritualibus i oficjałem generalnym biskupstwa. Aktywnie włączył się w życie diecezji, reprezentując stanowisko bpa Andrzeja Olszowskiego, uporządkował wiele spraw gospodarczych, włączył się też w tworzenie seminarium duchownego w Chełmnie. Jego najważniejszym dziełem było przeprowadzenie w latach 1667-1672 wizytacji biskupstwa, której akta posiadają znaczą wartość źródłową. W latach 1668–1669 i 1671 był deputatem do Trybunału Głównego Koronnego.
W 1667 r. otrzymał godność sekretarza królewskiego i w tej roli wielokrotnie reprezentował podkanclerzego koronnego bpa A. Olszowskiego w sprawach dotyczących Prus Królewskich i miasta Torunia, przyczyniając się także do reformy ustrojowej tego miasta.
Wydał drukiem panegiryk żałobny po śmierci królowej Cecylii Renaty: Maeror Europeus in Funere Serenissimae Caeciliae Renatae Reginae Poloniarum, Cracoviae 1644 oraz kazanie które wygłosił podczas przekazywania benedyktynkom kościoła św. Jakuba w Toruniu: Mowa Kościelna Przy Odebraniu Kościoła Toruńskiego, Jakuba Świętego, ... przez I.M.X. Jana Ludwika Strzesza, kustosza katedralnego, ... IKM sekretarza wyprawiona, Kraków 1667.
W czasie swojej działalności w diecezji chełmińskiej dał się poznać jako bibliofil. Posiadał on pokaźną bibliotekę, którą w testamencie przekazał w znacznej części toruńskim jezuitom.